# Fábio Aurélio
Fábio Aurélio Rodrigues (São Carlos, Brasil, 24 de septiembre de 1979), más conocido como Fábio Aurélio, es un exfutbolista brasileño que se desempeñaba jugando de lateral izquierdo en el Grêmio de Brasil del cual fue su último equipo profesional.

## Biografía
Fábio Aurélio se formó en las categorías inferiores del São Paulo FC, club por el que en el que debutó en 1997. Estuvo en São Paulo hasta 2000, cuando fue traspasado al Valencia CF, club con el que jugó en la Primera división española.
Tras cinco temporadas en el Valencia CF llegó libre al Liverpool FC de la FA Premier League inglesa bajo las órdenes de Rafael Benítez quien lo pidió como refuerzo para la temporada 2005-06 ya que el lo había entrenado en el Valencia.
En junio de 2010, Fábio Aurélio terminó su contrato y el club no llegó a un acuerdo con él de renovación, por lo que el jugador abandonó Anfield. Sin embargo, Roy Hodgson, nuevo técnico del Liverpool recién llegado para sustituir a Rafa Benítez, se puso en contacto con el jugador poco después para ofrecerle un nuevo contrato. Así, el futbolista regresó al Liverpool tras dos meses buscando equipo, firmando por dos temporadas.

## Clubes
- 1997-1999: São Paulo FC.
- 2000-2006: Valencia CF.
- 2006-2012: Liverpool FC.
- 2012-2013: Gremio FBPA.

## Palmarés
- 2 Campeonato de la Primera división: 2001-2002, con el Valencia CF, Y otro en la temporada 2003-2004.
- 1 Copa de la UEFA: 2003-2004, con el Valencia CF.
- 1 Supercopa de Europa: 2004, con el Valencia CF.
- 1 Copa de Inglaterra: 2005-2006, con el Liverpool FC.
- 1 Charity Shield: 2005-2006, con el Liverpool FC.
- 1 Copa de la Liga de Inglaterra: 2011-2012, con el Liverpool FC.

## Estadísticas
| Club          | Temporada  | Brazilian League | Brazilian League | Copa do Brasil | Copa do Brasil | Campeonato Paulista | Campeonato Paulista | CONMEBOL | CONMEBOL | Total | Total |
| Club          | Temporada  | Ap               | Goles            | Ap             | Goles          | Ap                  | Goles               | Ap       | Goles    | Ap    | Goles |
| ------------- | ---------- | ---------------- | ---------------- | -------------- | -------------- | ------------------- | ------------------- | -------- | -------- | ----- | ----- |
| São Paulo     | 1997       | 15               | 1                | 2              | 0              |                     |                     | 2        | 0        | 19    | 1     |
| São Paulo     | 1998       | 11               | 1                | -              | -              |                     |                     | 2        | 0        | 13    | 1     |
| São Paulo     | 1999       | 23               | 1                | -              | -              |                     |                     | 5        | 0        | 28    | 1     |
| São Paulo     | 2000       | 5                | 0                | 12             | 1              |                     |                     | 2        | 0        | 19    | 1     |
| São Paulo     | Club Total | 54               | 3                | 14             | 1              |                     |                     | 11       | 0        | 79    | 4     |
| Club          | Temporada  | La Liga          | La Liga          | Copa del Rey   | Copa del Rey   | Supercopa de España | Supercopa de España | Europe   | Europe   | Total | Total |
| Club          | Temporada  | Ap               | Goles            | Ap             | Goles          | Ap                  | Goles               | Ap       | Goles    | Ap    | Goles |
| Valencia      | 2000–01    | 7                | 0                |                |                |                     |                     | 2        | 0        | 9     | 0     |
| Valencia      | 2001–02    | 15               | 1                |                |                |                     |                     | 4        | 0        | 19    | 1     |
| Valencia      | 2002–03    | 27               | 8                |                |                |                     |                     | 8        | 2        | 35    | 10    |
| Valencia      | 2003–04    | 2                | 0                |                |                |                     |                     | 2        | 0        | 4     | 0     |
| Valencia      | 2004–05    | 21               | 0                |                |                |                     |                     | 1        | 0        | 22    | 0     |
| Valencia      | 2005–06    | 24               | 2                |                |                |                     |                     |          |          | 24    | 2     |
| Valencia      | Club Total | 96               | 11               |                |                |                     |                     | 17       | 2        | 113   | 13    |
| Club          | Temporada  | Premier League   | Premier League   | FA Cup         | FA Cup         | League Cup          | League Cup          | Europe   | Europe   | Total | Total |
| Club          | Temporada  | Ap               | Goles            | Ap             | Goles          | Ap                  | Goles               | Ap       | Goles    | Ap    | Goles |
| Liverpool     | 2006–07    | 17               | 0                | 1              | 0              | 1                   | 0                   | 5        | 0        | 24    | 0     |
| Liverpool     | 2007–08    | 16               | 1                | 1              | 0              | 3                   | 0                   | 9        | 0        | 29    | 1     |
| Liverpool     | 2008–09    | 19               | 2                | 1              | 0              | 0                   | 0                   | 7        | 1        | 27    | 3     |
| Liverpool     | 2009–10    |                  |                  |                |                |                     |                     |          |          |       |       |
| Liverpool     | 2010–11    |                  |                  |                |                |                     |                     |          |          |       |       |
| Liverpool     | 2011–12    |                  |                  |                |                |                     |                     |          |          |       |       |
| Liverpool     | Club Total |                  |                  |                |                |                     |                     |          |          |       |       |
| Club          | Temporada  | Brazilian League | Brazilian League | Copa do Brasil | Copa do Brasil | Campeonato Paulista | Campeonato Paulista | CONMEBOL | CONMEBOL | Total | Total |
| Club          | Temporada  | Ap               | Goles            | Ap             | Goles          | Ap                  | Goles               | Ap       | Goles    | Ap    | Goles |
| Gremio        | 2012–13    |                  |                  |                |                |                     |                     |          |          |       |       |
| Club Total    |            |                  |                  |                |                |                     |                     |          |          |       |       |
| Career totals |            |                  |                  |                |                |                     |                     |          |          |       |       |

- Datos: Q216910
- Multimedia: Fábio Aurélio Rodrigues / Q216910